# Градска управа (Србија)
Градска управа је један од органа градова у Србији. Градска управа образује се као јединствени орган, а могу се образовати и градске управе за поједине области. Унутар градске управе за вршење сродних послова се могу образовати унутрашње организационе јединице.

## Надлежности
Управа има надлежности у виду:
- припреме нацрта прописа и других аката које доноси скупштина града, градоначелника и градско веће
- извршавања одлука и других акта скупштине града, градоначелника и градског већа
- решавање у управном поступку у првом степену о правима и дужностима грађана, предузећа, установа и других организација у управним стварима из надлежности града
- обављање послова управног надзора над извршавањем прописа и других општих аката скупштине града
- извршавања закона и других прописа чије је извршавање поверено града
- обављање стручних и административно-техничких пословова за потребе рада скупштине града, градоначелника и градског већа

Градска управа у обављању управног надзора може:
- наложити решењем извршење мера и радњи у одређеном року
- изрећи мандатну казну
- поднети пријаву надлежном органу за учињено кривично дело или привредни преступ и поднети захтев за покретање прекршајног поступка
- издати привремено наређење, односно забрану
- обавестити други орган, ако постоје разлози, за предузимање мера за који је тај орган надлежан
- предузети и друге мере за које је овлашћена законом, прописом или општим актом

Овлашћења и организација за обављање послова управног надзора, ближе се уређују одлуком скупштине града.

## Руковођење градском управом
Градском управом руководи начелник, без обзира да ли је јединствен орган или је организован у више управа. Начелник, за оба типа организације управе, може бити особа који испуњава следеће услове:
- има стечено високо образовање из научне области правне науке на основним академским студијама у обиму од најмање 240 ЕСПБ бодова, мастер академским студијама, мастер струковним студијама, специјалистичким академским студијама, специјалистичким струковним студијама, односно на основним студијама у трајању од најмање четири године или специјалистичким студијама на факултету
- има најмање пет година радног искуства у струци
- има положен државни стручни испит за рад у органима државне управе

Начелника градске управе, односно управе за поједине области поставља градске веће, на основу јавног огласа, на пет година. Начелник градске управе може имати заменика који га замењује у случају његове одсутности и спречености да обавља своју дужност. Заменик начелника се поставља на исти начин и под истим условима као начелник. Руководиоце организационих јединица у управи распоређује начелник.